# Pierrot

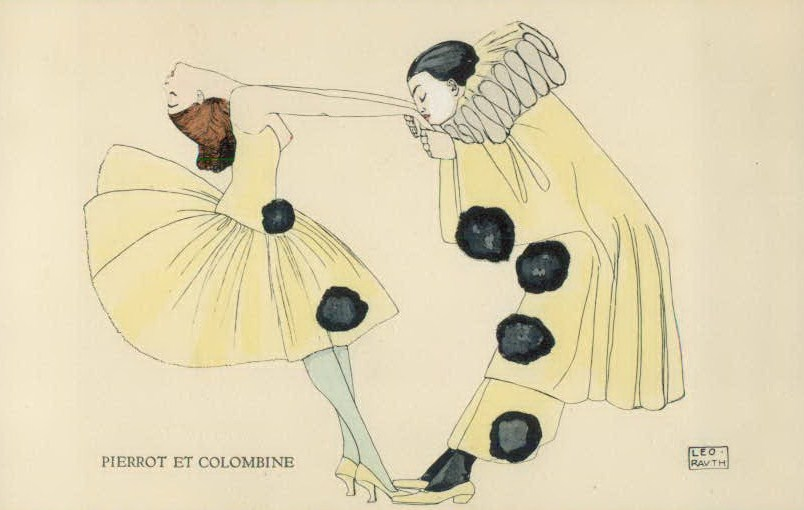
Pierrot i Colombina

Pierrot és una màscara-personatge de la Commedia dell'arte, nascuda a Itàlia cap a finals del segle xvi. El nom de Pierrot és un gal·licisme que deriva del personatge italià de la Commedia dell'arte, Pedrolino, un dels primers zanni. Va ser interpretat per Giovanni Pellesini, actor de la companyia Gelosi.
El personatge va arribar a França on va passar a formar part del repertori de les companyies franceses amb el nom de Pierrot, gràcies a l'aportació de Giuseppe Geratoni que va ser el primer a introduir-lo, el 1673. Amb tot, el primer gran Pierrot va ser encara un italià, Fabio Antonio Sticotti (1676-1741). El personatge va ser perfeccionat pel seu fill Antonio-Jean Sticotti (1715?-1772), que el va exportar a Alemanya.
Els Sticotti van reinventar i donar nova vida a aquest personatge adaptant-lo al gust dels francesos i després del públic de les corts europees. De fet, la versió francesa de Pierrot va perdre les característiques d'astúcia i ironia pròpies dels zanni per esdevenir un mim trist, enamorat de la lluna.
El mim Jean-Gaspard Debureau (1796-1846) va representar el Pierrot vuitcentista al Theâtre des Funanbules. La vida de Debureau va inspirar el personatge de Gaspard de la pel·lícula Les enfants du Paradise del director de cinema francès Marcel Carné.
Debureau va establir les característiques que, en endavant, definirien la iconografia del Pierrot: un vestit blanc i ample, amb botons negres i un petit barret negre sobre la cara pintada de blanc.